# Kryptonite (bài hát)
"Kryptonite" là một ca khúc của ban nhạc rock Mỹ 3 Doors Down. Bài hát được phát hành như một bản demo cho một trò chơi địa phương của 97.9 WCPR-FM tại Biloxi, Mississippi. Bài hát xếp hạng quốc tế rất thành công và đạt vị trí #3 trên bảng xếp hạng Billboard Hot 100 của Hoa Kỳ, đồng thời cũng được sử dụng làm nhạc đặc trưng trong video game Guitar Hero 5 và Rock Band Unplugged.

## Xếp hạng
| Xếp hạng (2000)                                 | Vị trí cao nhất |
| ----------------------------------------------- | --------------- |
| Úc (ARIA)                                       | 8               |
| Canada (Canadian Hot 100)                       | 6               |
| Canada Rock (RPM)                               | 1               |
| Trường songid là BẮT BUỘC CHO BẢNG XẾP HẠNG ĐỨC | 85              |
| Hà Lan (Single Top 100)                         | 21              |
| New Zealand (Recorded Music NZ)                 | 13              |
| UK Rock (Official Charts Company)               | 1               |
| Hoa Kỳ Billboard Hot 100                        | 3               |
| Hoa Kỳ Pop Airplay (Billboard)                  | 1               |
| Hoa Kỳ Alternative Songs (Billboard)            | 1               |
| Hoa Kỳ Adult Pop Airplay (Billboard)            | 4               |
| Hoa Kỳ Mainstream Rock (Billboard)              | 1               |

| Xếp hạng (2000)                       | Vị trí |
| ------------------------------------- | ------ |
| U.S. Billboard Hot 100                | 15     |
| U.S. Billboard Mainstream Rock Tracks | 1      |
| U.S. Billboard Modern Rock Tracks     | 1      |